# Baidi, Tibet
Baidi (kinesiska: 白地, 白地乡, 亚色) är en socken i Kina. Den ligger i den autonoma regionen Tibet, i den sydvästra delen av landet, omkring 89 kilometer sydväst om regionhuvudstaden Lhasa. Antalet invånare är 2 038. Befolkningen består av 1 008 kvinnor och 1 030 män. Barn under 15 år utgör 22,0 %, vuxna 15-64 år 70 %, och äldre över 65 år 6,0 %. Baidi ligger vid sjön Yamzho Yumco.
Genomsnittlig årsnederbörd är 713 millimeter. Den regnigaste månaden är juli, med i genomsnitt 262 mm nederbörd, och den torraste är november, med 1 mm nederbörd.